# Poštovní tiskárna cenin Praha
Poštovní tiskárna cenin Praha a. s. (registrovaná zkratka PTC Praha a. s.) se sídlem i výrobní provozovnou v Praze-Holešovicích, u Ortenova náměstí 16/542 a ulice Přívozní 1, je český polygrafický podnik, který patřil mezi největší výrobce poštovních cenin ve střední Evropě a řadil se mezi nejlepší specializované polygrafické podniky na světě. Hlavní objem výroby představovaly poštovní známky pro českou, slovenskou a slovinskou poštu a další ceniny a tiskopisy pro zákazníky převážně z Evropy. Výhodou byla relativní stálost zákazníků, dlouho předem známé emisní plány a dobrá platební morálka státních pošt. Svým zákazníkům poskytovala profesionální služby od roku 1992, kdy společnost navázala na čtyřicetiletou tradici poštovní tiskárny pro tisk známek a bezmála pětatřicetiletou tiskovou tradici jejích předchůdců. V roce 2020 na VH akcionářů byla tiskárna zrušena, neboť již neměla zakázky na tisk poštovních známek. Na jaře byly tiskové stroje demontovány a rozprodány. V současné době zajišťuje tisk poštovních známek pro Slovensko a Českou republiku Tiskárna Hradištko, která potřebné technické vybavení od PTC Praha a.s. odkoupila.

## Historie, vlastníci, organizace
Vznikla 1. května 1992 privatizací bývalého závodu Československé pošty. Tiskárna je držitelem ceninové licence od Ministerstva financí ČR.
Historie sahá až do roku 1919, kdy byla zřízena Poštovní hospodářská ústředna v Michli, do které bylo mimo jiné začleněno také oddělení poštovních cenin a tiskopisů. Roku 1951 byla výroba přesunuta pod státní správu zastoupenou ministerstvem pošt, které bylo následně přejmenováno na ministerstvo spojů. Poštovní hospodářská ústředna byla následně zrušena a nahrazena několika „podniky“, mezi něž patřila také Tiskárna a rozmnožovna spojů v Praze. Roku 1952 byla Tiskárna a rozmnožovna spojů pověřena tiskem poštovních známek a tiskem, případně rozmnožováním tiskopisů, předpisů a jiných pomůcek pro spojový provoz. O několik let později vznikl z Tiskárny a rozmnožovny spojů závod 03 se sídlem v Praze – Holešovicích, pověřený tiskem poštovních známek, cenin a speciálních tiskopisů. V roce 1968 byla předána svému účelu nová budova tiskárny. Závod 03 byl v roce 1968 vybaven moderním rotačním strojem na čtyřbarevný tisk známek. Roku 1976 byl tomuto závodu předán nový ocelotiskový stroj Heim pro tisk známek z plochy. V roce 1979 byla pro tiskárnu rozšířena rampa s hydraulickým plošinovým zvedákem a r. 1982 zahájil závod 03 přípravu investiční akce dovozu a uvedení do provozu rotačního stroje WIFAG III pro pětibarevný tisk známek.

## Technologie
Používá technologie rotačního ocelotisku kombinovaného s hlubotiskem, archového ocelotisku, knihtisku, bezpečnostních prvků, ofsetového tisku a digitálního tisku. V roce 2009 byla zmíněna jako jediná tiskárna v Evropě, která užívá speciální technologií archového ocelotisku po jednotlivých barvách na strojích s ručním nakládáním a vykládáním aršíků. Díky této tiskárně Česká pošta vydává zhruba 90 % známek tištěných kombinací rotačního hlubotisku a ocelotisku a pouze zbývajících 10 % archovým ofsetem, zatímco v jiných zemích je archový ofset zastoupen mnohem více. Nejpodstatnějším strojem celého podniku je čtyřbarvový rotační stroj WIFAG v kombinaci ocelotiskových válců spolu s hlubotiskovými válci, které jsou potaženy Ballardovou slupkou.
Kromě samotného tisku nabízí rovněž služby grafického studia spolu s technologií CTP, která je schopna docílit vysokého rozlišení (až 650 dpi) za pomoci tzv. hybridního rastru. Pro potřeby reprodukce fotografických či výtvarných předloh má k dispozici reprodukční kameru Jupiter Orion, která dokáže převést vektorový obraz na negativní film pomocí osvitu bez nutnosti převodu dat do elektronické podoby či měřit barevné hustoty odrazem i průsvitem a předávat je k elektronickému výpočtu expozičních dob. Pro potřeby rytců také zhotovuje tzv. „bledé kopie“. Poskytuje také rytecké práce a zpracování kovů ve spolupráci s předními výtvarníky.

## Ocenění
Tiskárna získala řadu mezinárodních ocenění, z nichž si nejvíce cení diplomů „Award of Excellence“ z roku 1996 z Berlína a z roku 1998 z Washingtonu za nejlepší ocelotiskové známky období 1996–1997. Ostatní ocenění se týkají převážně jednotlivých námětů známek, roku 1994 byla oceněna fondem Universum za nejkrásnější cenný papír v České republice, roku 1996 získala 1. místo v ceně Industrial Award 95 jako nejlépe řízený podnik v odvětví Papírenství a polygrafie za rok 1995 a v roce 2004 Ocenění s čestné uznání v Číně, za nejkrásnější aršík známek „akvarijní rybičky“. 